# Węzeł mięśniowy kąta ust

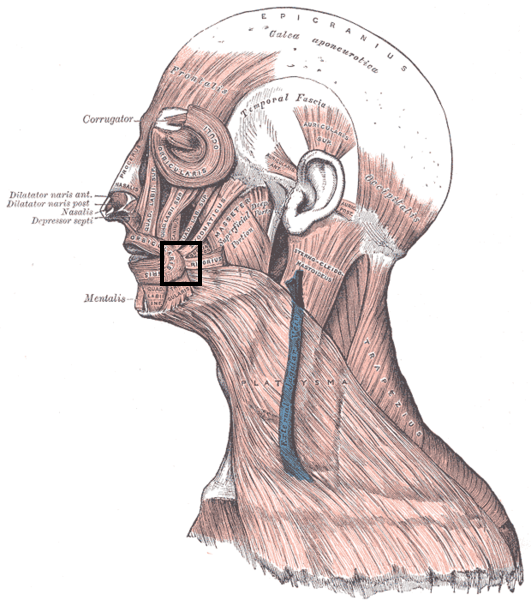
Węzeł mięśniowy kąta ust oznaczony ramką

Węzeł mięśniowy kąta ust (łac. modiolus anguli oris) – w anatomii człowieka miejsce schodzenia się włókien mięśniowych mięśni: okrężnego ust, policzkowego, dźwigacza kąta ust, obniżacza kąta ust, jarzmowego większego, śmiechowego.
Węzeł stanowi wskutek krzyżowania się włókien tych mięśni ważny punkt zakotwiczenia dla nich, dzięki któremu mogą one poruszać kącik ust w różne strony. Wspomaga to zarówno mimikę, artykulację jak i proces żucia. Niektórzy autorzy przypisują mu także znaczenie w tworzeniu u części osób dołeczków na policzkach.